# Chimarra langleyae
Chimarra langleyae là một loài Trichoptera trong họ Philopotamidae. Chúng phân bố ở vùng Tân nhiệt đới.